# ГЕС Гордона М. Шрама
ГЕС Гордона М. Шрама — гідроелектростанція на заході Канади у провінції Британська Колумбія. Знаходячись перед ГЕС Піс-Каньйон, становить верхній ступінь каскаду в сточищі найбільшої канадської річки Макензі, яка впадає до моря Бофорта (Північний Льодовитий океан).
У межах проєкту річку Піс (лівий витік Невільничої, яка після Великого Невільничого озера отримує назву Макензі) перекрили греблею W. A. C. Bennett висотою 186 метрів, довжиною 2086 метрів та товщиною від 9 (по гребеню) до 800 (по основі) метрів. Ця земляна споруда зводилась із використанням матеріалу розташованої за кілька кілометрів морени, доставка з якої близько 100 мільйонів тонн ґрунту здійснювалась потужним конвеєром. На час будівництва воду відвели за допомогою трьох тунелів.
Гребля утворила велике водосховище Вілістон, яке витягнулось більш ніж на три з половиною сотні кілометрів по долинах Піс та її витоків — річок Фінлей і Парсніп. Резервуар із площею поверхні 1736 км2 та об'ємом у 70,3 млрд м3 (корисний об'єм 40 млрд м3) заповнювали з 1968 по 1972 роки, допоки його рівень не досягнув позначки 672 метри НРМ.
Біля греблі спорудили підземний машинний зал розмірами 270 × 21 метр при висоті 47 метрів. У 1968—1969 роках тут запустили п'ять перших турбін типу Френсіс потужністю по 261 МВт, які використовували напір у 161 метр. Далі їх доповнили ще трьома турбінами по 275 МВт кожна, а після запуску останньої черги із двох гідроагрегатів загальна потужність станції досягнула 2730 МВт із проєктним річним виробітком 13225 млн кВт·год електроенергії.
На початку 2010-х агрегати другої черги (№ 6—8) модернізували, збільшивши потужність станції на 90 МВт. Після цього розпочали розрахований на кілька років проєкт модернізації перших п'яти турбін, замовлення на яке видали австрійській компанії Voith. За його результатами показник кожного з цих агрегатів зросте із 261 до 305 МВт, утім, через інші наявні обмеження вони певний час продовжать працювати зі старою потужністю (хоча виробіток збільшиться на 177 млн кВт·год).